# Vyškovec
Vyškovec (deutsch Wischkowetz) ist eine Gemeinde in Tschechien. Sie liegt 17 Kilometer südöstlich von Uherský Brod und gehört zum Okres Uherské Hradiště.

## Geographie
Die Streusiedlung Vyškovec befindet sich auf dem Kamm der Weißen Karpaten im Landschaftsschutzgebiet CHKO Bílé Karpaty an der Grenze zur Slowakei. Der Ort liegt am nördlichen Fuße der Kykula im Quellgebiet des Baches Predpolomský potok. Südöstlich des Dorfes entspringt die Drietomice. Nördlich erhebt sich der Příslop (710 m) und Fráňovec, im Nordosten der Žár (598 m), östlich die Štefková, im Südosten der Machnáč (771 m), südlich die Kykula (746 m) und Hřibovňa (669 m), im Südwesten der Velký Lopeník (911 m) und Malý Lopeník (881 m), westlich der Kobylec (844 m) und Mikulčin vrch (798 m) sowie im Nordwesten der Tomkův vrch (794 m) und Rapantův vrch.
Nachbarorte sind Bartoňové, Šagátky, Vápenice und Starý Hrozenkov im Norden, Dolina und Liešna im Nordosten, Mrázikovci, Vlčí und Režňáci im Osten, Handrlovci und Kykula im Südosten, Kykula und Predpoloma im Süden, Výškovecké Bošáčky und Lopenické Bošáčky im Südwesten, Škrátová, Mikulčin Vrch und Lopeník im Westen sowie Paseky im Nordwesten.

## Geschichte
Vyškovec entstand um 1730 als Ansiedlung von Kopanitscharen an einem Weg nach Ungarn. Die Gehöfte wurden dabei ohne dörfliche Struktur an günstigen Stellen errichtet, wo genügend Wasser vorhanden war und die über Wege erreichbar waren. Benannt wurde die Ansiedlung nach dem Berg Kykula, der früher als Vyškovec bezeichnet wurde. Das älteste Ortssiegel stammt aus dem Jahre 1802. Bis zur Mitte des 19. Jahrhunderts war die Siedlung der Herrschaft Uherský Brod untertänig.
Nach der Ablösung der Patrimonialherrschaften bildete Viškovice/Wischkowetz ab 1850 eine Ansiedlung der Gemeinde Hrozinkov in der Bezirkshauptmannschaft Uherský Brod. Im Jahre 1869 bestand Viškovice aus 87 strohgedeckten gezimmerten Holzhäusern. Seit dem Ende des 19. Jahrhunderts wird das Dorf als Vyškovec bezeichnet. Die Bewohner lebten von der Hölzfällerei und verdienten sich ein Zubrot durch Hausierhandel mit Sämereien. Seit 1910 bildet Vyškovec eine eigene Gemeinde. Pfarr- und Schulort war seit eh und jeh Starý Hrozenkov. 1919 waren 95 % der schulpflichtigen Kinder von Vyškovec Analphabeten. Zur Beseitigung des Analphabetismus wurden 1934 in Vyškovec zwei Schulen eingerichtet; die eine entstand in Bošáčky, die andere in Chmelinec. Im Zuge des Baus der Fernstraße von Brno nach Trenčín wurde zwischen 1936 und 1938 auch die Anschlussstraße von Nový Dvůr nach Vyškovec angelegt. Zuvor war die Siedlung nur über Wege erreichbar. Die Schule in Chmelinec wurde 1953 geschlossen. 1956 entstand die Straße nach Starý Hrozenkov. Nach der Aufhebung des Okres Uherský Brod kam Vyškovec Ende 1960 zum Okres Uherské Hradiště. Nach der Schließung der Schule in Bošáčky werden die Kinder des Dorfes seit 1977 wieder in Starý Hrozenkov unterrichtet.

## Gemeindegliederung
Für die Gemeinde Vyškovec sind keine Ortsteile ausgewiesen. Vyškovec besteht aus den Ortslagen Budzovky, Grúň, Havrany, Hluboček, Hribovňa, Chmelinec, Jama, Javor, Juríška, Kocijánová, Kolaje, Komínky, Křížová, Kykula, Lukníška, Lúky, Majnová, Marčišová, Mihalová, Ohrádza, Paseky, Postál, Pírce, Pajeložky, Salašiska, Sachariny, Štýbovně, Štítná, Vyškovec, Výškovecké Bošáčky, Vlčí und Za Břeščetným.

## Sehenswürdigkeiten
- Kapelle Maria Königin
- Glockenturm mit automatischer Musik
- Denkmal für die zwischen 1944 und 1945 über Ostmähren von deutschen Jagdfliegern abgeschossenen Piloten der 15. US-Luftarmee
- mehrere gezimmerte Häuser und Gehöfte, geschützt als Denkmale der Volksbauweise der Kopanitscharen
- Velký Lopeník mit hölzernen Aussichtsturm
- Naturdenkmale Chmelinec und Pod Hřibovňou sowie Naturreservat Ve Vlčí, östlich und südöstlich des Dorfes
- Mineralquelle